# Насадка Кляйзена

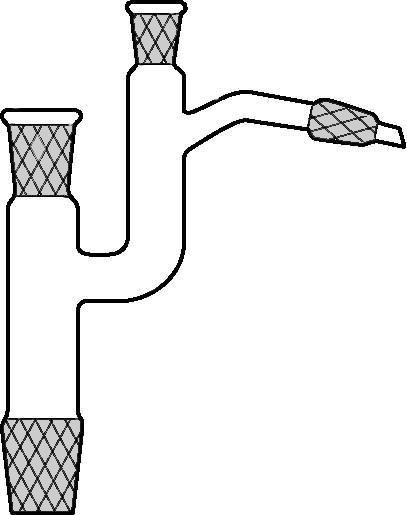
Насадка Кляйзена

Наса́дка Кля́йзена (Кла́йзена) — елемент конструкції для дистиляційної перегонки рідин (у тому числі під вакуумом) і синтезу хімічних речовин.

## Застосування
Нижній притертий шліф насадки (шліф-керн) входить до шліф-муфти колби-джерела. Керн відведення зі шліфом входить в муфту холодильника. Муфта насадки, найближча до керну відводу, використовується для установки термометра. Інша муфта — для установки краплинної воронки для завантаження в колбу-джерело рідких реагентів, а також для завантаження сипучих реагентів при синтезі і дистиляційної перегонці речовин.
Розміри насадок визначаються за ГОСТ 25336-82 .

## Схожі прилади
- Насадка Вюрца — варіант насадки з однією верхньою муфтою.
- Форштос — варіант насадки Вюрца з двома або трьома верхніми муфтами, але без керна для підключення холодильника.